# 菊池章子
菊池 章子（きくち あきこ、1924年1月28日 - 2002年4月7日）は、東京市（現東京都）出身の歌手である。本名は菊池 郁子。妹は歌手の多摩幸子。義子に大久保直彦、孫にcaminoのKIKUとBREATHのメンバーだった菊池一仁がいる。

## 経歴
1924年（大正13年）1月28日（月曜日）、東京市の下谷に生まれる。1927年（昭和2年）畑秀水の門下生となり琵琶を習う。1930年（昭和5年）6才で免許皆伝となり、菊池錦祠を襲名する。のちに菊池祠水となる。
その後、歌謡曲に興味を持ち、九段にあった「大村能章歌謡学院」に入った。日華事変が起こった後は、学院の生徒と共に軍の病院などで慰問活動を行う。女学校の低学年にもかかわらず、彼女が唄うと、アンコールの声が鳴り止まなかった。1937年（昭和12年）コロムビア入社し、翌年「アイアイアイ」でデビューするも、同作は発売中止となる。1939年9月「お嫁に行くなら」で本格デビュー。「相呼ぶ歌」や「愛馬花嫁」がヒット。その中でも、松竹映画『湖畔の別れ』の主題歌「湖畔の乙女」は大ヒットした。
戦後、テイチク移籍後の1947年（昭和22年）には、娼婦に身をやつした女性の心情が綴られた「星の流れに」を歌う。最初はレコードが全く売れなかったが、娼婦らに口ずさまれるようになりロングヒットとなった。また、母物栄花シリーズの主題歌「母紅梅の唄」などが大ヒット。1948年（昭和23年）、作曲家の大久保徳二郎と結婚（1956年に離婚）。1954年（昭和29年）、若尾文子映画デビュー作品の主題歌「春の舞妓」、息子が乗っていると信じて引揚船を待ち続ける母の姿を歌った「岸壁の母」がヒット。1957年（昭和32年）にビクターへ移籍するも、ヒット曲には恵まれず、歌手業から遠ざかり、渋谷の道玄坂でレコード店「キクチ」を経営する。
1967年（昭和42年）にテイチクレコードに復帰し、懐メロ番組などに出演する。1977年（昭和52年）、ディック・ミネプロデュースによる「沖縄の母」発売。
2000年（平成12年）、勲四等瑞宝章を受章。
2002年（平成14年）4月7日、心不全で死去。78歳没。墓所は小平霊園。

## 略歴
- 1927年、畑秀水の門下生となり琵琶を習う[1]
- 1930年、師範の免許皆伝・菊池錦祠を襲名（6歳）[1]
- 1937年、コロムビア入社[1]
- 1939年9月、15歳で歌手デビュー[1]
- 1945年3月、東洋音楽学校（現 東京音楽大学）卒業[1]
- 1946年、テイチクレコードに移籍
- 1951年、第1回NHK紅白歌合戦に初出場[1]。紅白歌合戦には計6回出場している（詳細は下記参照）。
- 1957年、ビクターレコードに移籍[1]
- 1967年、テイチクレコードに復帰[1]
- 1978年、第20回日本レコード大賞特別顕彰賞受賞[1]
- 1983年、日本演歌大賞功労賞受賞[1]
- 1987年、厚生大臣より感謝状受賞[1]、第29回日本レコード大賞功労賞[1]
- 1997年、文化庁長官賞受賞[1]
- 2000年、勲四等瑞宝章受勲[1]
- 2002年4月7日、心不全により死去。享年78

## ディスコグラフィー

### シングル
- 「お嫁に行くなら」（1939年9月）映画『愛の爆風』主題歌
- 「相呼ぶ歌」（1940年7月5日発売）
- 「愛馬花嫁」（1940年3月25日発売）映画『暁に祈る』挿入歌（Ｂ面）。ミス・コロムビア、渡辺はま子と共演
- 「湖畔の乙女」（1942年11月15日発売）
- 「星の流れに」（1947年）大ヒット
- 「母紅梅の唄」（1949年）
- 「女は愛に生きるもの」（1949年）共演：ディック・ミネ
- 「春の舞妓」（1954年）台詞：若尾文子
- 「真白き富士の嶺」（1954年）
- 「岸壁の母」（1954年9月）100万枚以上の大ヒット。1990年11月21日再発。
- 九段の妻（1967年）
- 北上夜曲（1961年6月）
- 沖縄の母（1977年）
- 憧憬（1979年）
- 愛の挽歌/母さんの物差し（1980年）
- 北・おんなひとり旅/北の酒歌（1981年）
- きずな（1985年）
- 赤いレンガのキャフェテリア/テーブルに花を飾り（1987年）
- 笛吹川情歌（琵琶入り）/ひとり越後路（1988年）
- 星の流れに（1990年11月21日）
- 白鷺の湖/ひとり雨（1990年12月16日）
- 昭和の母/雪しぐれ（1995年6月21日）
- 星の流れに（2005年12月7日）

### ベストアルバム
- 歌手生活45周年記念菊池章子女の一生を唄う（1983年）
- 菊池章子全曲集（1990年10月25日）
- 菊池章子全曲集（1991年10月25日）
- 菊池章子全曲集（1992年10月25日）
- SP盤復刻による懐かしのメロディー（1994年2月21日）
- 全曲集（1994年11月23日）
- ベスト（1994年12月1日）
- 全曲集（1997年6月21日）
- 菊池章子全曲集～星の流れに～（2000年8月23日）
- 菊池章子大全集（2001年9月21日）
- 菊池章子メモリアル全曲集（2003年4月3日）

## NHK紅白歌合戦出場歴
| 年度/放送回              | 曲目       | 対戦相手 |
| ------------------------ | ---------- | -------- |
| 1951年（昭和26年）/第1回 | 母紅梅の唄 | 近江俊郎 |
| 1953年（昭和28年）/第3回 | 母の瞳     | 林伊佐緒 |
| 1953年（昭和28年）/第4回 | 星の流れに | 津村謙   |
| 1954年（昭和29年）/第5回 | 春の舞妓   | 津村謙   |
| 1955年（昭和30年）/第6回 | 岸壁の母   | 林伊佐緒 |
| 1957年（昭和32年）/第8回 | 私はそよ風 | 小畑実   |

このうち、第6回・第8回はラジオ中継の音声が現存する。